# Вагапов Сабір Ахмедьянович
Сабір Ахмедьянович Вагапов (башк. Ваhапов Сабир Әхмәтйән улы; 10 травня 1904, село Дуван-Мечетлино Златоустівського повіту Уфимської губернії, тепер Мечетлінського району Республіки Башкортостан, Російська Федерація — 13 серпня 1993, місто Уфа, Республіки Башкортостан, Російська Федерація) — радянський партійний діяч, 1-й секретар Башкирського обласного комітету ВКП(б) (1946—1953), голова РНК Башкирської АРСР (1940—1946). Член ЦК КПРС (1952—1956). Депутат Верховної Ради Башкирської АССР, депутат Верховної Ради РРФСР (1951—1955). Депутат Верховної Ради СРСР 1—3-го скликань (1941—1954). Член Президії Верховної Ради СРСР (1950—1954).

## Біографія
Народився в родині селянина-бідняка. З десятирічного віку наймитував у заможних селян. У 1920 році вступив до комсомолу і почав працювати секретарем Мечетлинського волосного комітету РКСМ (комсомолу).
У 1924—1929 роках — голова виконавчого комітету Мечетлинської волосної ради; заступник голови — секретар виконавчого комітету Мєсягутовської кантонної ради Башкирської АРСР.
Член ВКП(б) з 1926 року.
У 1929 році — слухач курсів радянського будівництва у Москві. Після закінчення курсів працював інструктором Президії Центрального виконавчого комітету Башкирської АРСР.
У 1930—1931 роках — голова виконавчого комітету Мечетлинської районної ради Башкирської АРСР.
З 1931 року — заступник директора, директор Зігазіно-Комаровської геологорозвідувальної бази Башкирської АРСР.
У 1932—1936 роках — студент Промислової академії в місті Свердловську, інженер-металург.
У 1936—1939 роках — старший майстер, начальник цеху, керуючий Баймакського мідеплавильного комбінату Башкирської АРСР.
У 1939—1940 роках — завідувач промислового відділу Башкирського обласного комітету ВКП(б).
У лютому 1940 — квітні 1946 року — голова Ради народних комісарів (РНК) Башкирської АРСР.
20 квітня 1946 — 9 грудня 1953 року — 1-й секретар Башкирського обласного комітету ВКП(б). Знятий з посади 9 грудня 1953 року як такий, «що не впорався з роботою».
У 1953—1960 працював у виробничому об'єднання «Башнєфть» та був начальником управління кадрів Ради народного господарства (Раднаргоспу) Башкирського економічного адміністративного району.
Потім — на пенсії у місті Уфі.

## Нагороди
- чотири ордени Леніна (1943, 1944, 1948, 1949)
- орден Трудового Червоного Прапора (1972)
- орден Червоної Зірки (1945)
- медалі